# Atopsyche mancocapac
Atopsyche mancocapac är en nattsländeart som beskrevs av Schmid 1989. Atopsyche mancocapac ingår i släktet Atopsyche och familjen Hydrobiosidae. Inga underarter finns listade i Catalogue of Life.